# Cohors II Thracum (Britannia)

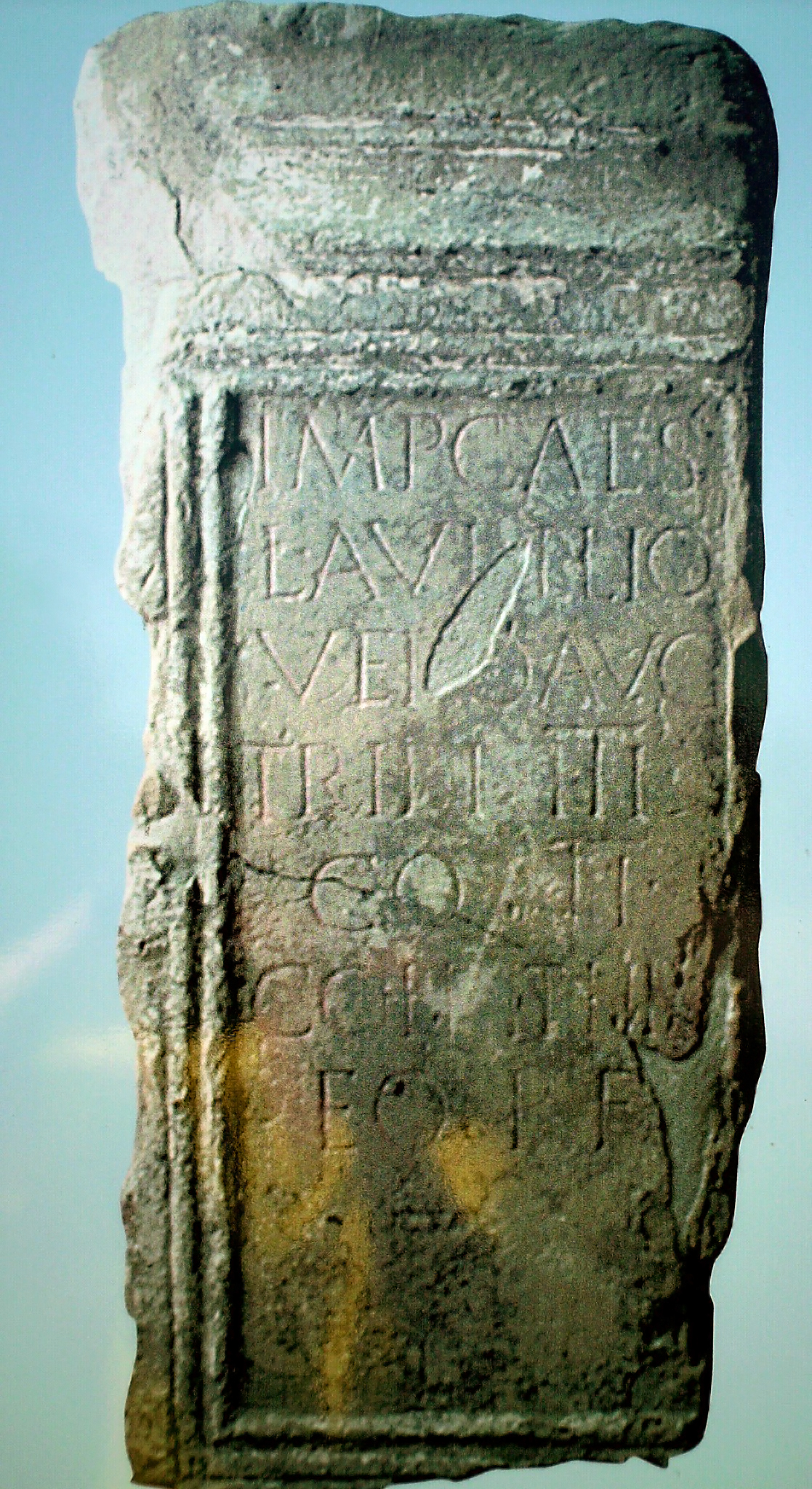
Der Weihaltar für Lucius Verus, gefunden in Cannabiaca

Die Cohors II Thracum [veterana] [equitata] [pia fidelis] (deutsch 2. Kohorte der Thraker [die Altgediente] [teilberitten] [loyal und treu]) war eine römische Auxiliareinheit. Sie ist durch Militärdiplome, Inschriften und Ziegelstempel belegt.

## Namensbestandteile
- Cohors: Die Kohorte war eine Infanterieeinheit der Auxiliartruppen in der römischen Armee.

- II: Die römische Zahl steht für die Ordnungszahl die zweite (lateinisch secunda). Daher wird der Name dieser Militäreinheit als Cohors secunda .. ausgesprochen.

- Thracum: Die Soldaten der Kohorte wurden bei Aufstellung der Einheit aus dem Volk der Thraker auf dem Gebiet der römischen Provinz Thrakien rekrutiert.

- veterana: die Altgediente. Der Zusatz kommt in den Militärdiplomen von 178 vor.

- equitata: teilberitten. Die Einheit war ein gemischter Verband aus Infanterie und Kavallerie. Der Zusatz kommt in zwei Inschriften[1] vor.

- pia fidelis: loyal und treu. Domitian (81–96) verlieh den ihm treu gebliebenen römischen Streitkräften in Germania inferior nach der Niederschlagung des Aufstands von Lucius Antonius Saturninus die Ehrenbezeichnung pia fidelis Domitiana.[2] Der Zusatz kommt in einer Inschrift[3] vor.

Da es keine Hinweise auf den Namenszusatz milliaria (1000 Mann) gibt, war die Einheit eine Cohors quingenaria equitata. Die Sollstärke der Kohorte lag bei 600 Mann (480 Mann Infanterie und 120 Reiter), bestehend aus 6 Centurien Infanterie mit jeweils 80 Mann sowie 4 Turmae Kavallerie mit jeweils 30 Reitern.

## Geschichte
Die Kohorte war in den Provinzen Germania, Britannia und Noricum stationiert. Sie ist auf Militärdiplomen für die Jahre 65 bis 178 n. Chr. aufgeführt.
Der erste Nachweis der Einheit in Germania beruht auf einem Diplom, das auf 65 datiert ist. In dem Diplom wird die Kohorte als Teil der Truppen aufgeführt (siehe Römische Streitkräfte in Germania), die in der Provinz stationiert waren. Weitere Diplome, die auf 80 bis 101 datiert sind, belegen die Einheit in derselben Provinz (bzw. ab 98 in Germania inferior).
Zwischen 101 und 103 wurde die Kohorte in die Provinz Britannia verlegt. Der erste Nachweis der Einheit in Britannia beruht auf einem Diplom, das auf 103 datiert ist. In dem Diplom wird die Kohorte als Teil der Truppen aufgeführt (siehe Römische Streitkräfte in Britannia), die in der Provinz stationiert waren. Weitere Diplome, die auf 122 datiert sind, belegen die Einheit in derselben Provinz.
Vermutlich um 122/125 wurde die Einheit zusammen mit anderen Auxiliareinheiten von Britannien in die Provinz Noricum verlegt. Der erste Nachweis der Einheit in Noricum beruht auf einem Diplom, das auf 157 datiert ist. In dem Diplom wird die Kohorte als Teil der Truppen aufgeführt (siehe Römische Streitkräfte in Noricum), die in der Provinz stationiert waren. Durch eine Inschrift ist sie noch um 162/163 in der Provinz nachgewiesen. Sie wurde aber vor 178 nach Britannien zurückverlegt, da sie dort durch Diplome, die auf 178 datiert sind, erneut nachgewiesen ist.
Letztmals erwähnt wird die Einheit in der Notitia dignitatum mit der Bezeichnung Cohors secunda Thracum für den Standort Gabrosenti. Sie war unter der Leitung eines Tribuns Teil der Truppen, die dem Oberkommando des Dux Britanniarum unterstanden.

## Standorte
Standorte der Kohorte in Britannia, Germania und Noricum waren möglicherweise:
| - Gabrosentum (Moresby): drei Inschriften wurden hier gefunden. Darüber hinaus wird die Einheit in der Notitia dignitatum für diesen Standort aufgeführt. - Mumrills: eine Inschrift wurde hier gefunden. | - Mannaricium (Maurik): eine Inschrift sowie Ziegel mit dem Stempel der Einheit wurden hier gefunden. - Cannabiaca (Zeiselmauer-Wolfpassing): eine Inschrift wurde hier gefunden. |

## Angehörige der Kohorte
Folgende Angehörige der Kohorte sind bekannt:

### Kommandeure
| - Mamius Nepos, ein Präfekt | - Quintus Etuvius Capreolus, ein Präfekt |

### Sonstige
| - Cris(), ein Centurio (AE 1975, 00638a) - Cusionus, ein Soldat (AE 1975, 00638a) - Firmus, ein Centurio (AE 1975, 00638b) | - Maximus, ein Soldat (AE 1975, 600638b) - Nectovelius, ein Soldat (RIB 2142) - Smert[]us, ein Soldat (RIB 804) |